# Активный прицеп
Активный прицеп — разновидность прицепов, имеющих ведущие мосты и способных становиться вспомогательной тягой для тянущего его автомобиля или трактора. Позволяет целому ряду автомобилей и тракторов легче преодолевать препятствия в сложных дорожных условиях.

## История
В 50-х годах в СССР начались попытки усиления проходимости при помощи дополнительных приводов на прицепе. Это было связано с активным развитием ракетных и артиллерийских тягачей, а в дальнейшем и лесовозов.
Проходили испытания практически всех марок грузовиков СССР с разными типами передачи.

## Применение
- Лесовозы
- Военно-транспортные автомобили
- Сельское хозяйство (в основном трактора)
- Прочие грузовики внедорожного предназначения.
- Мотоблоки также имеют возможность использования активного прицепа.

## Способы передачи вращения
Существует 3 наиболее распространенных способа передачи вращения.

### Вал отбора мощности
Дает высокую надежность, но осложняет сцеп и расцеп прицепа и тягача.

### Гидравлический привод
Требует дополнительного гидравлического оборудования.

### Пневмопривод
Плохо себя ведет при торможениях, так как часто зависим от центрального компрессора тягача.

### Электропривод
Несмотря на все достоинства и простоту управления пока является только проектом ввиду потребности источников питания и недоразвитости гибридных грузовиков , однако стали появляться велоприцепы со встроенными мотор-колёсами .